# Székely himnusz
A Székely himnusz 1921-ben született, szövegét Csanády György, zenéjét Mihalik Kálmán szerezte. A szerzők szándéka nem az volt, hogy valódi himnuszt alkossanak a székely népnek; eredetileg egy Budapesten előadott misztériumjáték egy betétdala volt Bujdosó ének címmel, és 1940-ig meg sem jelent nyomtatásban. Az évtizedek során azonban a magyarság összetartozás-tudatának kifejezőjévé vált, és bár 1989-ig Romániában és Magyarországon is a tiltott dalok listáján szerepelt, terjedését a hatóságok nem tudták megállítani. Napjainkra közismert és közkedvelt ének lett, 2009-től Székelyföld hivatalos himnusza. ISWC azonosítója T-007.191.527-9.

## Története

### Keletkezése és a cím eredete
Az erdélyi származású Csanády és Mihalik a trianoni békeszerződés után Magyarországra menekült, és az 1920-as években Szegeden végezték egyetemi tanulmányaikat. 1920-ban Csanády György és négy társa megalapította a Székely Egyetemista és Főiskolai Hallgatók Egyesülete (SZEFHE) nevű önsegélyező és kulturális szervezetet. A Székely himnusz versét Csanády saját beszámolója szerint 1921-ben írta Szegeden, a SZEFHE májusi nagyáldozat névre keresztelt évenkénti ünnepélyes találkozója alkalmából. A vers címe eredetileg Bujdosó ének volt, a májusi nagyáldozatban egyszerűen csak kantátának nevezték. Zenéjét női karra komponálta Mihalik Kálmán, és 1922. május 22-én adták elő az Aquincumban rendezett SZEFHE-találkozón, a zeneszerző jelenlétében.
Mihalik Kálmán még ugyanebben az évben, néhány hónappal később meghalt. Temetéséről aláíratlan szerkesztőségi cikket közölt az Új Élet, a költemény teljes szövegével együtt. Itt jelenik meg legelőször a székely himnusz elnevezés: „Amíg koporsóját a sírba eresztették, jó barátai igazán hulló könnyzápor közt a megboldogult szerezte székely himnusz eléneklésével búcsúztatták, hogy az kísérje azt, aki életében csak dalolni tudott, még szenvedésében is” – írta az Új Élet, hozzátéve, hogy az egész gyásznép énekelt. Mivel a lap szerkesztője maga Csanády György volt, valószínűsíthető, hogy ő maga adta az új címet a versnek.

### Utóélete
A két világháború közötti időszakban a Székely himnusz a folklór alkotások módjára terjedt, annak ellenére hogy Romániában tiltott, irredenta ének volt, Magyarországon pedig csak kevesen ismerték. Fennmaradását a cserkészek, vallásos egyletek, és az értelmiségiek segítették: a cserkésztalálkozókon rendszeresen énekelték, és elterjedését az erdélyi származású értelmiségiek, illetve a hozzájuk közel álló szervezetek is előmozdították.
Nyomtatásban legelőször 1940-ben jelent meg a Rózsavölgyi Kiadó jóvoltából, Észak-Erdély magyar visszafoglalása alkalmával. Az eredetileg női karra írt ének ekkor már zongorakísérettel és férfikarra írt változatokkal is rendelkezett. Magyarországon 1940-ben kötelezővé tették a tanulását, de Kríza Ildikó tanulmánya szerint a nehéz dallam miatt ekkor még nem vált általánosan népszerűvé.
1946 és 1989 között mind Romániában, mind Magyarországon a tiltott énekek listáján szerepelt a dal. Romániában nemcsak éneklése volt tiltott, hanem még az is több hónapos börtönbüntetésre számíthatott, aki meghallgatta. Szűk körben, titokban mégis énekelték; az ellenállásra fogékony körökben a tiltás még vonzóbbá tette a dalt; a magyarság összetartozás-tudatának kifejezőjévé lett, terjedését nem tudták megállítani. Az ének népszerűségét az is mutatja, hogy a huszadik század második felében folklorizálódott, több szövegváltozata alakult ki, ismeretlen szerzők több új szakaszt költöttek hozzá, emellett dallama is módosult. Az Amerikai Egyesült Államokba kivándorolt magyarok közt általánosan ismert volt, kultuszát ők is ápolták.
Az 1989-es rendszerváltás után a tiltásokat feloldották. A tömegrendezvényeken gyakran éneklik együtt a magyar Himnusszal és a Szózattal. A 2009. szeptember 5-én Székelyudvarhelyen megtartott Székelyföldi Önkormányzati Nagygyűlésen az önkormányzati képviselők határozatban fogadták el Székelyföld hivatalos himnuszának.
Szintén 2009-ben avatták fel Szegeden, a Vértó melletti szánkódomb tetején a székely himnusz első emlékművét. A fából faragott szoborcsoportban egész alakos szobra van Csanády György költőnek és Mihalik Kálmán zeneszerzőnek. A szobor alkotója Barta János szobrászművész.
2016-ban több román párt olyan törvénymódosítási javaslatot terjesztett be, mely megtiltotta volna a himnusz előadását vagy lejátszását bármilyen körülmények között Románia területén. A tervezetet a képviselőház elutasította.

## Szövegváltozatai

### Az eredeti szöveg
Csanády eredeti verse az alábbi nyolc sorból állt:
Ki tudja merre, merre visz a végzet
Göröngyös úton, sötét éjjelen.
Segítsd még egyszer győzelemre néped,
Csaba király a csillagösvényen.
Maroknyi székely porlik, mint a szikla
Népek harcától zajló tengeren.
Fejünk az ár ezerszer elborítja,
Ne hagyd el Erdélyt, Erdélyt, Istenem!

### A közszájon forgó változat
A manapság általánosan használt változat szövege:
Ki tudja merre, merre visz a végzet,
Göröngyös úton, sötét éjjelen.
Vezesd még egyszer győzelemre néped,
Csaba királyfi csillagösvényen!
Maroknyi székely porlik, mint a szikla,
Népek harcának zajló tengerén.
Fejünk az ár, jaj, százszor elborítja,
Ne hagyd elveszni Erdélyt, Istenünk!
Kríza Ildikó szerint a megváltoztatott szöveg az amerikai magyarok közt terjedt el az 1970-es években. A pesszimista hangulatú nyolcadik sor (Ne hagyd elveszni Erdélyt, Istenünk!) a Csanády által gondozott három kiadás egyikében sem található meg; a költő nem használta az „elveszni” kifejezést, hiszen a megmaradás érdekében emelt szót. A változtatások ellen Csanády György jogutódai is tiltakoztak, és 1990-ben újraközölték az eredeti szöveget.
Az évek során további szakaszokat is hozzáköltöttek a himnuszhoz; ezeknek is többféle változatuk ismert. Gábor Dénes szerint ezek az „apokrif” szakaszok teljességgel idegenek Csanády szellemétől és tehetségétől. A hozzátoldások közül kiemelendő Pap Gábor művészettörténész bizakodó, pozitív szemléletű két záró versszaka, amelyeket az eredeti két versszakhoz szánt.

## Kritikák
A Székely himnusszal kapcsolatban az alábbi kritikákat fogalmazták meg:
- A magyarok számára csak egy Himnusz létezik.
- A Székely himnusz sem poétikailag, sem zeneileg nem megfelelő: szövegét a tehetetlenségtudat jellemzi, dallamát nehéz énekelni.
- A székelyek himnuszának egyesek inkább az „ősi székely himnusznak” nevezett csíksomlyói búcsúéneket tekintik (lásd alább), amelyet általában Bartók Este a székelyeknél dallamára énekelnek.

### Az ősi székely himnusz
Az Ó, én édes jó Istenem kezdetű dal a köztudatban „ősi székely himnuszként” szerepel, és úgy tartják, hogy 1350 körül keletkezett, és Bartók Béla jegyezte le a Csíki-medencében. A valóság azonban az, hogy Bartók a magyar népdalok stílusát és dallamvonalát alapul vevő saját dallamot komponált bele az 1908-ban keletkezett 10 könnyű zongoradarab c. művébe, melynek 1931-ben zenekari változatát is elkészítette. Mirk László kutatása alapján a szöveget 1940-ben írta Tamás Győző szolnoki káplán egy folyóirat pályázatára.
| Ó, én édes jó Istenem, Oltalmazóm, segedelmem, Vándorlásban reménységem, Ínségemben légy kenyerem. | Vándor fecske sebes szárnyát, Vándorlegény vándorbotját, Vándor székely reménységét, Jézus, áldd meg Erdély földjét. | Vándor fecske hazatalál, Édesanyja fészkére száll, Hazajöttünk, megáldott a Csíksomlyói Szűz Mária. |